# Дикс Спортинг Гудс Парк
«Дикс Спо́ртинг Гудс Парк» (англ. Dick's Sporting Goods Park) — футбольный стадион, расположенный в Коммерс-Сити, северном пригороде Денвера, штата Колорадо, США.  Домашнее поле профессионального футбольного клуба «Колорадо Рэпидз», выступающего в MLS, высшей футбольной лиге США и Канады.

## История
Стадион открылся 7 апреля 2007 года.  На проект было затрачено 131 миллионов долларов, в стоимость чего вошли постройка стадиона, двадцать четыре тренировочных поля с подсветкой и прилегающая инфраструктура, в частности расширение подъездных дорог.  Территория комплекса занимает 917 акров (3,71 км²).
На стадионе расположены 18 086 мест для зрителей, включая 20 лож VIP.  Травяное покрытие стадиона оснащено системой подогрева и дренажом. Навес над стадионом выполнен в форме символизирующей тектонические плиты, что создали Скалистые горы, пролегающие вблизи Денвера.
Права на переименование стадиона на последующие двадцать лет были выкуплены в ноябре 2006 года крупной сетью магазинов по продаже спортивного инвентаря Dick's Sporting Goods («Спортивные товары Дика»). Согласно договору, компания будет выплачивать около двух миллионов долларов ежегодно.

## Важные спортивные события
| Дата           | Сборные                          | Соревнование                           |
| -------------- | -------------------------------- | -------------------------------------- |
| 19 июля 2007   | Звёзды MLS 2:0 Селтик            | «Матч всех звёзд MLS 2007»             |
| 19 ноября 2008 | США 2:0 Гватемала                | Отборочный турнир чемпионата мира 2010 |
| 22 марта 2013  | США 1:0 Коста-Рика               | Отборочный турнир чемпионата мира 2014 |
| 29 июля 2015   | Звёзды MLS 2:1 Тоттенхэм Хотспур | «Матч всех звёзд MLS 2015»             |

На стадионе также проходили групповые матчи Лиги чемпионов КОНКАКАФ 2011/2012.